# جويس بلير
جويس بلير (بالإنجليزية: Joyce Blair)‏ هي راقصة وممثلة بريطانية، ولدت في 4 نوفمبر 1932 في لندن في المملكة المتحدة، وتوفيت في 19 أغسطس 2006 في سانتا مونيكا في الولايات المتحدة بسبب سرطان.

## وصلات خارجية
- جويس بلير على موقع IMDb (الإنجليزية)
- جويس بلير على موقع ميوزك برينز (الإنجليزية)
- جويس بلير على موقع ديسكوغز (الإنجليزية)
- جويس بلير على موقع قاعدة بيانات الفيلم (الإنجليزية)